# Пасичниченко, Роман Сергеевич
Роман Сергеевич Пасичниченко (17 июня 1981, Днепропетровск, Украинская ССР, СССР) — украинский футболист, защитник.

## Игровая карьера
Воспитанник ДЮСШ «Днепр-75». С 1998 года играл в дубле «Днепра». Единственный матч в главной команде провёл 23 сентября 2001 года против донецкого «Металлурга». В этой игре отметился автоголом.
В 2002 году перешёл в александрийскую «Полиграфтехнику», где сыграл ещё 6 матчей в высшей лиге. С 2003 по 2010 годы играл в низших дивизионах чемпионата Украины в командах «Подолье», «Заря», «Николаев», «Сталь» (Днепродзержинск), «Сталь» (Алчевск).
С июля по декабрь 2010 года играл в узбекистанском клубе «Кызылкум».
В 2011 году вернулся на Украину. Продолжил карьеру в «Полтаве» и винницкой «Ниве». С июля 2012 года играет в кременчугском «Кремне».

## Карьера в сборной
Играл в юношеской сборной Украины (1981 г.р., тренер — Анатолий Крощенко). В 2000 году с этой командой становился серебряным призёром юношеского чемпионата Европы в Германии. На этом турнире был капитаном «жёлто-синих».
Играл в молодёжной сборной Украины.